# Hawalakhod, Badami
Hawalakhod là một làng thuộc tehsil Badami, huyện Bagalkot, bang Karnataka, Ấn Độ.